# Lodewijk I van Hessen
Lodewijk I van Hessen bijgenaamd de Vredevolle (Spangenberg, 6 februari 1402 - 17 januari 1458) was van 1413 tot 1458 landgraaf van Hessen. Hij behoorde tot het huis Hessen.

## Levensloop
Lodewijk I was de zoon van landgraaf Herman II van Hessen en Margaretha van Neurenberg, dochter van burggraaf Frederik V van Neurenberg. In 1413 volgde hij zijn vader op als landgraaf van Hessen, een functie die hij uitoefende tot aan zijn dood.
In 1425 ontaardde een conflict tussen Lodewijk en het Keurvorstendom Mainz wegens een aantal landerijclaims in een oorlog. De oorlog kwam in 1427 ten einde toen aartsbisschop Koenraad III van Mainz bij Fulda een verpletterende nederlaag leed. Op 8 december 1427 werd het verdrag van Frankfurt am Main ondertekende, waarbij Mainz zijn claims moest intrekken.
In 1432 werd Lodewijk aangesteld tot beschermheer van Abdij van Hersfeld en in 1443 werd hij beschermheer van de Abdij van Corvey. Daarnaast werd hij feodaal leenheer van Ziegenhain (1437), Waldeck (1438), Plesse (1447), Lippe (1449), Büren (1456) en Rietberg (1456). Het graafschap Ziegenhain was daarvan het belangrijkste, omdat dit graafschap vroeger de twee hoofdgebieden van het landgraafschap Hessen van elkaar scheidde. Toen het huis Ziegenhain in 1450 met de dood van Johan II in de mannelijke lijn uitstierf, bemachtigde Lodewijk het graafschap. Ook werd hij beschermheer van het bisdom Paderborn en de steden Erfurt en Mühlhausen.
In 1421 schonk Lodewijk de gildes van ambachtslui een nieuw charter waarin ze verschillende rechten en vrijheden kregen toegewezen die ze tot dan toe niet hadden. 
Begin 1458 stierf Lodewijk op 55-jarige leeftijd. Hij werd bijgezet in de Elisabethkerk van Marburg. Zijn twee zonen Lodewijk II en Hendrik III volgden hem op en verdeelden het landgraafschap Hessen.

## Huwelijk en nakomelingen
Op 13 september 1436 huwde Lodewijk met Anna (1420-1462), dochter van keurvorst Frederik I van Saksen. Ze kregen vijf kinderen:
- Lodewijk II (1438-1471), landgraaf van Neder-Hessen
- Hendrik III (1440-1483), landgraaf van Opper-Hessen
- Herman IV (1450-1508), aartsbisschop van Keulen
- Elisabeth (1453-1489), huwde met Johan III van Nassau-Weilburg
- Frederik (1458-1463)

## Voorouders
| Voorouders van Lodewijk I van Hessen | Voorouders van Lodewijk I van Hessen                             | Voorouders van Lodewijk I van Hessen                             | Voorouders van Lodewijk I van Hessen                                | Voorouders van Lodewijk I van Hessen                                | Voorouders van Lodewijk I van Hessen                                     | Voorouders van Lodewijk I van Hessen                                     | Voorouders van Lodewijk I van Hessen                                     | Voorouders van Lodewijk I van Hessen                                     |
| ------------------------------------ | ---------------------------------------------------------------- | ---------------------------------------------------------------- | ------------------------------------------------------------------- | ------------------------------------------------------------------- | ------------------------------------------------------------------------ | ------------------------------------------------------------------------ | ------------------------------------------------------------------------ | ------------------------------------------------------------------------ |
| Overgrootouders                      | Otto I van Hessen (1272-1338) ∞ Adelheid van Ravensberg (-1339)  | Otto I van Hessen (1272-1338) ∞ Adelheid van Ravensberg (-1339)  | Simon II van Sponheim (1270-1336) ∞ Elisabeth II van Valkenburg (-) | Simon II van Sponheim (1270-1336) ∞ Elisabeth II van Valkenburg (-) | Johan II van Neurenberg (1309-1357) ∞ Elisabeth van Henneberg (–1377)    | Johan II van Neurenberg (1309-1357) ∞ Elisabeth van Henneberg (–1377)    | Frederik II van Meißen (1310-1349) ∞ Mathilde van Beieren (1313-1346)    | Frederik II van Meißen (1310-1349) ∞ Mathilde van Beieren (1313-1346)    |
| Grootouders                          | Lodewijk van Hessen (1305-1345) ∞ Elisabeth van Sponheim (-)     | Lodewijk van Hessen (1305-1345) ∞ Elisabeth van Sponheim (-)     | Lodewijk van Hessen (1305-1345) ∞ Elisabeth van Sponheim (-)        | Lodewijk van Hessen (1305-1345) ∞ Elisabeth van Sponheim (-)        | Frederik V van Neurenberg (1333-1398) ∞ Elisabeth van Meißen (1329-1375) | Frederik V van Neurenberg (1333-1398) ∞ Elisabeth van Meißen (1329-1375) | Frederik V van Neurenberg (1333-1398) ∞ Elisabeth van Meißen (1329-1375) | Frederik V van Neurenberg (1333-1398) ∞ Elisabeth van Meißen (1329-1375) |
| Ouders                               | Herman II van Hessen (1341-1413) ∞ Margaretha van Neurenberg (-) | Herman II van Hessen (1341-1413) ∞ Margaretha van Neurenberg (-) | Herman II van Hessen (1341-1413) ∞ Margaretha van Neurenberg (-)    | Herman II van Hessen (1341-1413) ∞ Margaretha van Neurenberg (-)    | Herman II van Hessen (1341-1413) ∞ Margaretha van Neurenberg (-)         | Herman II van Hessen (1341-1413) ∞ Margaretha van Neurenberg (-)         | Herman II van Hessen (1341-1413) ∞ Margaretha van Neurenberg (-)         | Herman II van Hessen (1341-1413) ∞ Margaretha van Neurenberg (-)         |
| Lodewijk I van Hessen (1402-1458)    |                                                                  |                                                                  |                                                                     |                                                                     |                                                                          |                                                                          |                                                                          |                                                                          |